# Опасо, Йерсон
Йерсон Флавио Опасо Рикельме (исп. Yerson Flavio Opazo Riquelme; 24 декабря 1984, Вильяррика, Чили) — чилийский футболист, вингер клуба «Курико Унидо» и сборной Чили.

## Клубная карьера
Опасо — воспитанник клуба «Универсидад де Чили». В 2005 году он дебютировал в чилийской Примере. В том же году для получения игровой практики Йерсон на правах аренды перешёл в «Депортес Ла-Серена». После окончания аренды он так и не смог завоевать место в основе «Универсидад де Чили». В 2008 году «Депортес Ла-Серена» выкупил его контракт. В начале 2009 года Опасо присоединился к «Коло-Коло». 31 января в матче против «Курико Унидо» он дебютировал за новую команду. Йерсон не смог выиграть конкуренцию за место в основе и по окончании сезоне перешёл в «О’Хиггинс». 12 июля в матче против «Кобресаль» он дебютировал за новую команду. 30 января 2011 года в поединке против «Унион Сан-Фелипе» Опасо забил свой первый гол за «О’Хиггинс». В 2013 году Йерсон помог клубу выиграть чемпионат.
В 2014 году в матчах Кубка Либертадорес против колумбийского «Депортиво Кали» он забил два гола. В том же году Опасо помог команде выиграть Суперкубок Чили.
Летом 2015 года Йерсон на правах аренды присоединился к «Уачипато». 26 июля в матче против «Универсидад Консепсьон» он дебютировал за новую команду. По окончании аренды Опасо вернулся в «О’Хиггинс». В начале 2018 года Опасо перешёл в «Курико Унидо». 6 февраля в матче против «Сан-Луис Кильота» он дебютировал за новую команду.

## Международная карьера
14 ноября 2012 года в товарищеском матче против сборной Сербии Опасо дебютировал за сборную Чили.

## Достижения
Командные
 «О’Хиггинс»
- Чемпионат Чили по футболу — Апертура 2013
- Обладатель Суперкубка Чили — 2014